# Меламед, Игорь Сунерович
И́горь Суне́рович Меламе́д (14 июля 1961, Львов, Украинская ССР — 16 апреля 2014, Москва, Россия) — русский поэт, переводчик, эссеист.

## Биография
Родился 14 июля 1961 года во Львове.
С 1978 по 1981 годы учился на филологическом факультете Черновицкого университета, а затем поступил в Литературный институт имени Горького в семинар поэзии Евгения Винокурова, который окончил в 1986 году.
С 1988 по 1990 годы работал редактором отдела критики журнала «Юность», а с 1990 по 1997 годы — научным сотрудником в музее Бориса Пастернака в Переделкине.
После травмы позвоночника утратил возможность самостоятельного передвижения. 
Умер в 2014 году. Похоронен на Николо-Хованском кладбище. 

## Творчество
Первые стихотворные публикации в журналах «Литературная учёба» (1981), «Смена» (1982), «Юность» (1983, 1987). В дальнейшем активно печатался в журналах «Новый мир», «Октябрь», «Арион», «Континент», в «Литературной газете» и различных альманахах.
Автор книг: «Бессонница» (1994, Литературно-издательское агентство Руслана Элинина), «В чёрном раю» (стихотворения, переводы и статьи о русской поэзии, 1998, издательство «Книжный сад») и «Воздаяние» (2010, издательство «Воймега»). Посмертно издана книга эссе и статей «О поэзии и поэтах».
Из переводов Меламеда наиболее известны стихи Уильяма Вордсворта; он переводил также другую англоязычную поэтическую классику (Джон Донн, Сэмюэл Кольридж, Эдгар По). В 2011 году в Издательском центре РГГУ вышла в свет целиком переведённая Меламедом книга «Лирические баллады и другие стихотворения», первое издание (1798) знаменитого совместного сборника Вордсворта и Кольриджа.
Из литературно-критических работ Меламеда наиболее значимы для понимания его творческого кредо — «Отравленный источник» (1995), «Совершенство и самовыражение» (1997), «Поэт и Чернь» (2008).
Лауреат Горьковской литературной премии (2010) за книгу стихов «Воздаяние». Книга «Воздаяние» отмечена также Почётным дипломом премии «Московский счёт» (2011) и специальной премией Союза российских писателей «За сохранение традиций русской поэзии» (в рамках Международной Волошинской премии, 2011).

## Рецензии
По мнению Виктора Куллэ, Меламед —

истинный поэт, пользовавшийся «глухой» полуподпольной славой… Непоколебимая убеждённость Меламеда в религиозных основах любого эстетического опыта вызывает уважение. <…> Стихи самого Меламеда в какой-то степени подтверждают его теоретические построения, но, будучи в первую очередь стихами, отказываются укладываться в предуготовленные рамки. Определяющим, конечно же, является понимание автором их написания как служения, но ни в коем случае не овладения материалом или его преодоления.

Другой рецензент, Евгений Шкловский, отмечал:

многие запоминающиеся образы и строки в сборнике (вот это хотя бы: «Как из плоского бутона две безумные пчелы тяжело и монотонно время пить обречены»), где и любовь, и воспоминания о детстве, и образ отца, окружённый ореолом острой сыновней любви-вины и запоздалой жажды душевной близости, и алкание горнего, и горькое предчувствие грядущих потерь, и даже ранняя непоказная усталость, сегодня так хорошо понятная (о ней можно только сожалеть), — всё это даёт ощущение сложной душевной жизни, которую нельзя сочинить и которой иначе как стихами не выразить.

Ещё в одной рецензии поясняется:

Поэт Игорь Меламед прежде всего поражает пристальным, несколько удивлённым всматриванием в пространство «за чертой» жизни. Когда читаешь его стихи, постепенно возникает ощущение, что это пространство ему неплохо знакомо, словно пейзаж или двор из детства, где он восторженно бегал с сачком за бабочками или плакал, кем-то обиженный.

По мнению Александра Карпенко,

«Статьи о русской поэзии» Игоря Меламеда носят выдающийся характер и могут быть поставлены в один ряд с лучшими критическими обзорами русской литературы.